# دستور زبان بوکسورهای چپ‌دست
دستور زبان بوکسورهای چپ‌دست (به انگلیسی: Southpaw Grammar) پنجمین آلبوم هنرمند اهل انگلستان، موریسی است که در سال ۱۹۹۵ میلادی منتشر شد. این آلبوم در جایگاه چهارم جدول آلبوم‌های پرفروش پادشاهی متحد قرار گرفت.

## فهرست ترانه‌ها
متن همهٔ ترانه‌ها توسط موریسی نوشته شده‌است.
| شماره      | نام                         | آهنگساز    | عنوان اصلی                            | مدت   |
| ---------- | --------------------------- | ---------- | ------------------------------------- | ----- |
| ۱.         | «معلم‌ها از شاگردها می‌ترسن»  | بورر       | The Teachers Are Afraid of the Pupils | ۱۱:۱۵ |
| ۲.         | «ملاقات خواننده با نویسنده» | بورر       | Reader Meet Author                    | ۰۳:۳۹ |
| ۳.         | «پسر مسابقه‌دهنده»           | وایت       | The Boy Racer                         | ۰۴:۵۵ |
| ۴.         | «عملیات»                    | وایت       | The Operation                         | ۰۶:۵۲ |
| ۵.         | «دیو اهل دگنهام»            | وایت       | Dagenham Dave                         | ۰۳:۱۳ |
| ۶.         | «تلاشتو بکن و نگران نباش»   | وایت       | Do Your Best and Don't Worry          | ۰۴:۰۵ |
| ۷.         | «دوست صمیمی در صورت‌پرداخت»  | وایت       | Best Friend on the Payroll            | ۰۳:۴۸ |
| ۸.         | «بوکسور چپ‌دست»              | وایت       | Southpaw                              | ۱۰:۰۳ |
| مجموع مدت: | مجموع مدت:                  | مجموع مدت: | مجموع مدت:                            | ۴۷:۵۰ |